# Friedberger Ach
La Friedberger Ach est une rivière allemande de 92 km de long qui coule dans le land de Bavière. Sur la plupart de son cours, elle coule parallèlement au Lech qui n'est qu'à quelques kilomètres de distance.
Elle est un affluent du Danube dans lequel elle se jette à Oberhausen.